# Simulium bergi
Simulium bergi är en tvåvingeart som beskrevs av Rubtsov 1956. Simulium bergi ingår i släktet Simulium och familjen knott. Inga underarter finns listade i Catalogue of Life.